# II. Edmund angol király
II. Edmund angol király (angolul: Eadmund Ironside, King of the English; 988 vagy 993 – 1016. november 30.) Anglia királya 1016. április 23. és november 30. között. Vasbordájúnak is hívják, erőfeszítéseiért, mellyel a dán II. Knutot feltartóztatta. Uralma Wessexre terjedt ki, a Temzétől délre. Az észak Knut kezében volt, aki Edmund halálával egész Anglia királya lett.

## Családja
II. (Tanácstalan) Ethelred (* 968; † 1016 ápr. 23.) és első felesége, northumbriai Elflaed második fia volt. Edmundnak egy bátyja (Ethelstan) és két öccse, Edred és Ecgbert volt. Anyja 996-ban meghalt, ami után apja még kétszer megházasodott.
Ethelstan 1014-ben meghalt, így Edmund lett a trónörökös. 1015-ben hatalmi vita bontakozott ki Edmund, és apja, Ethelred király között. Két támogatóját, Sigefreidet és Morcart kivégezték. Ezt követően Edmund kiszabadította Sigeferth özvegyét, Elgitht, a zárdából, ahova száműzték, majd apja tudta és beleegyezése nélkül házasságot kötöttek. Közben Knut megtámadta Angliát.

## Uralkodói és katonai történet
II. Ethelred, hosszas betegség után 1016. április 23-án meghalt. A trónon őt második fia, a még életben lévő Edmund követte. A londoni nemesség körében nagyon csekély támogatásnak örvendhetett. Ezzel ellentétben a szigetet megszálló Knut nagy segítséget kapott a southamptoni nemességtől. 
Mikor Edmund erős seregeivel visszafoglalta Knuttól az 1015-ben elfoglalt Wessexet, a dán király megostromolta Londont. Edmund sikeresen védte a várat. Győzelme ellenére a harcok egészen október 18-áig folytatódtak, mikor az angol királyt Ashingdonban, az ashingdoni csatában elfogták, de nem ölték meg. Ezt a csatát követte egy megegyezés a két király között, mely alapján Edmund megtarthatta Wessexet, Knut pedig megszerezte a Temzétől északra fekvő területeket. Ráadásul megállapodtak, hogy ha egyikük meghal, a másikra száll a területe.

## Halála
1016. november 26-án II. Edmund Oxfordban vagy Londonban meghalt, és az általa uralt területek Knutra szálltak, ki ekkor Anglia királya lett. Edmundot a Glastonburyi apátságban, Somersetben temették el. Temetkezési helye ismeretlen.

## Trónörökösök
Két örököse volt, Száműzött Eduárd (* 1016; † 1057 febr.) és Eadmund, mindketten Magyarországon kerestek menedéket.

## Színdarab
Vasbordájú Edmund a címe az egyik, William Shakespeare-nek tulajdonított műnek. Ezt a  mű stílusából gondolják.